# 2013 год в автомобилестроении
Список событий в автомобилестроении в 2013 году.

## События

### Январь
- 16 — Автомобилем года в классе легковых машин на автосалоне в Детройте назвали компактный люксовый седан Cadillac ATS[1].

### Февраль
- 9 — Hennessey Venom GT попал в книгу рекордов Гиннесса как Самый быстрый серийный автомобиль, разогнавшись до 427,6 км/ч, что лишь на несколько км/ч меньше максимальной скорости Buagtti Veyron 16.4 Super Sport. Однако на всех произведённых Bugatti Veyron 16.4 Super Sport установлены ограничители скорости, не позволяющие автомобилю достичь скорости более, чем 415 км/ч[2].

### Март
- 5 — автомобилем 2013 года по версии европейских журналистов стал Volkswagen Golf[3].

### Апрель
- Kia совместно со своим китайским партнёром Dongfeng Yueda Kia (DYK) представила на автосалоне в Шанхае новый бренд — Horki.
- К 90-летию «24 часа Ле-Мана» организаторы марафона добавили к автодрому шпильку Pontlieue — этот поворот использовался пилотами с 1923 по 1928 год.
- Разработки «ё-мобиля» переданы НАМИ, и объявлено закрытии проекта[4].

### Май
- 29 — День военного автомобилиста

### Июль
- 8 — Снята с производства BMW M3 4 поколения[5].
- Город моторов Детройт признал себя банкротом[6].
- Погиб автогонщик Андреа Мамэ[7].

### Август
- Opel ушёл с рынка Австралии[8].
- С конвейера сошёл 500-тысячный Chevrolet Niva[9].
- Nissan зарегистрировала в патентном бюро торговую марку — «R-Hybrid».
- Обанкротились компании — Gumpert[10] и Wiesmann Auto-Sport[11].

### Сентябрь
- 2 — Разработана первая в мире полностью активная автомобильная подвеска с функцией рекуперации энергии. Технология получила название — GenShock[12].
- 6 — Разработан новый вид бесступенчатой трансмиссии[13].
- 9 — Honda представила новую дизайнерскую концепцию — «Exciting H Design!!!».
- 13 — Американский автогонщик Джо Сильвестр совершил рекордный по дальности прыжок на «бигфуте». Его грузовик под названием Bad Habit Monster Truck пролетел 72,2 метра. Предыдущее максимальное достижение на 7 метров меньше.
- Основана автокомпания мелкосерийного производствана — Zenos[14].
- 18 — Обанкротились тюнинговые компании — 9ff и SpeedArt[15].
- 29 — Mercedes-Benz открыла исследовательский центр в США[16].

### Октябрь
- последнее воскресенье месяца — День автомобилиста и дорожника

### Ноябрь
- 20 — Открылся Токийский автосалон[17].
- 25 — Снят с производства Lamborghini Gallardo. Последней моделью стала — Lamborghini Gallardo LP 570-4 Spyder Performante[18].
- 30 — Открылся Essen Motor Show[источник не указан 1084 дня].

### Декабрь
- 29 — Семикратный чемпион автогонок Formula-1 Михаэль Шумахер получил черепно-мозговую травму при катании на лыжах[19].
- Снят с производства ВАЗ-2114[20].

## События без точной даты
- Снята с производства ВАЗ-2113 3-дверная.

## Представлены новые автомобили
- январь — McLaren P1,Chevrolet Sail
- февраль — Tramontana XTR, Frazer-Nash Namir
- март — Lamborghini Veneno, Pagani Huayra, Opel Adam Rocks, Koenigsegg Agera S Hundra, Zotye T600, Hawtai Boliger S, BYD S7, BYD Qin, JAC S30, Haima M6, Great Wall Haval H7, Landwind X5, DongFeng H30 Cross, Dongfeng EQ2050 M3D
- апрель — Rolls-Royce Ghost Alpine Trial Centenary Edition, Icona Vulcano, Vencer Sarthe[21], Ford Escort Concept, Nissan Friend-Me, Syrena Sport
- май — Lamborghini Egoista, Pagani Zonda R Evolution
- июнь — Bucci Special, Pagani Zonda Revolucion, Porsche 911 50th Anniversary Edition Coupe[22]
- июль — Bugatti Veyron Grand Sport Roadster «Vitesse» «JP Wimille»
- август — Galpin Ford GTR1, Laraki Epitome, Spyker B6 Venator
- сентябрь — Bravado Banshee, Jaguar C-X17, Lexus LF-NX, Bugatti Veyron Grand Sport Vitesse «Jean Bugatti», Chevrolet Silverado Black Ops Concept, Bentley Continental GT V8 S[23], Kia Niro[24], Rolls-Royce Phantom «Celestial»[25], Rolls-Royce Phantom Coupe «Ruby»[26]
- октябрь — Rolls-Royce Phantom Coupé «Chicane»[27]
- ноябрь — Nissan GT-R Nismo, Mercedes-Benz SLS AMG Final Edition, Toyota Aqua Cross, Toyota Harrier 3 поколения, Lexus RC 350, Toyota FCV Concept, Nissan IDx Freeflow, Nissan IDx NISMO, Subaru Levorg Concept, Honda Vezel, Toyota FT-86 Open Concept, Kobot Pi, Kobot Beta, Kobot Nu[28], Subaru BRZ GT300, BMW Alpina B3 GT3, Honda EV-STER Concept, Subaru Hybrid Tourer, Mazda TAKERI, Toyota «Fun-Vii» Concept, Nissan ZEOD RC
- декабрь — Mazda Flair